# Nekrolog September 2020
Nekrolog
◄◄
| ◄
| 2016
| 2017
| 2018
| 2019
| 2020 | 2021 | 2022 | 2023 | 2024 | ►
Januar |
Februar |
März |
April |
Mai |
Juni |
Juli |
August |
September |
Oktober |
November |
Dezember 2020
Weitere Ereignisse | Allgemeiner Nekrolog 2020
Die Beschreibung der verstorbenen Person sollte so kurz wie möglich gehalten sein und nur deren signifikante Tätigkeit(en) enthalten.
Neue Namen ggf. auch unter dem Geburts- und Sterbedatum, also etwa unter 1. Januar und im Geburts- und Sterbejahr (2024) eintragen (nur bei entsprechender großer Wichtigkeit). Für Beispiele siehe die schon vorhandenen Artikel.
Außerdem über die fünf zuletzt Verstorbenen, zu denen es einen ausreichend guten Artikel für eine Präsentation auf der Hauptseite gibt, nach der todesbedingten Überarbeitung der Artikel ggf. auch unter Wikipedia Diskussion:Hauptseite informieren und sie am besten auch in den anderen Wikipedia-Sprachversionen eintragen. Tipp: Regelmäßig bei news.google.de nach „ist tot“, „gestorben“ oder „verstorben“ suchen.
Wenn eine Person gestorben ist, gibt es viele Seiten zu dieser Person in der Wikipedia, die davon auch betroffen sind und entsprechend aktualisiert werden müssen. Beispiele: Namenübersichtsseite, Geburtsjahr, Geburtsort-Seiten und viele mehr.
Wie finde ich die betroffenen Seiten?
Im Suchfeld auf der linken Seite gibt man den Suchbegriff so ein: „Vorname Nachname“. Dann klickt man auf Volltext und alle Seiten mit entsprechendem Suchtext werden aufgerufen. Hier sieht man dann schnell, wo auch das Todesjahr Sinn macht oder sogar ein Teil des Artikels angepasst werden muss. Auch hilft das „Werkzeug“ auf der linken Seite sehr gut, um solche Seiten aufzufinden: „Links auf diese Seite“. Somit ist die Wikipedia wieder aktuell in allen Bereichen! Hinweis: bei Eintragung der Kategorie „Gestorben JAHR“ wird der Missbrauchsfilter 49 ausgelöst, was jedoch nicht schlimm ist. Siehe: Spezial:Missbrauchsfilter/49
Dies ist eine Liste von im September 2020 verstorbenen bekannten Persönlichkeiten. Die Einträge erfolgen innerhalb der einzelnen Daten alphabetisch sortiert. Tiere sind im Nekrolog für Tiere zu finden.

## September
Bearbeitungshinweis: Neue Todesfälle bitte nach Tagen geordnet eintragen. Die Todesfälle desselben Tages bitte in alphabetischer Reihenfolge absteigend einfügen.
| Tag           | Name                                | Beruf, bekannt als                                                                       | Alter | Beleg |
| ------------- | ----------------------------------- | ---------------------------------------------------------------------------------------- | ----- | ----- |
| 30. September | Ali Bozer                           | türkischer Rechtswissenschaftler und Politiker                                           | 95    |       |
| 30. September | Jacques Carmona                     | französischer Mathematiker                                                               | 86    |       |
| 30. September | Emyr Humphreys                      | britischer Schriftsteller                                                                | 101   |       |
| 30. September | Günter Jäniche                      | deutscher Übersetzer                                                                     | 89    |       |
| 30. September | Kirsten John                        | deutsche Schriftstellerin                                                                | 54    |       |
| 30. September | Lucien Juanico                      | französischer Trompeter                                                                  | 97    |       |
| 30. September | Pia Juul                            | dänische Schriftstellerin                                                                | 58    |       |
| 30. September | Scott Lilienfeld                    | US-amerikanischer Psychologe                                                             | 59    |       |
| 30. September | Ruth Lorbe                          | US-amerikanische Literarwissenschaftlerin                                                | 95    |       |
| 30. September | Vittorio Mathieu                    | italienischer Philosoph                                                                  | 96    |       |
| 30. September | Bobby Miller                        | US-amerikanischer Eishockeyspieler                                                       | 64    |       |
| 30. September | Ardeth Platte                       | US-amerikanische Ordensschwester und Aktivistin                                          | 84    |       |
| 30. September | Quino                               | argentinischer Cartoonzeichner                                                           | 88    |       |
| 30. September | Rinaldo Ruatti                      | italienischer Bobsportler                                                                | 90    |       |
| 30. September | Eli Ruckenstein                     | rumänisch-US-amerikanischer Chemieingenieur                                              | 95    |       |
| 30. September | John Russell                        | US-amerikanischer Springreiter                                                           | 100   |       |
| 30. September | Frank Windsor                       | britischer Schauspieler                                                                  | 93    |       |
| 30. September | Alfred Zöttl                        | österreichischer Bronzegießer                                                            | 86    |       |
| 29. September | Ulli Arnold                         | deutsche Kunsthistorikerin                                                               | 85    |       |
| 29. September | Arthur Auer                         | deutscher Politiker                                                                      | 88    |       |
| 29. September | Timothy Ray Brown                   | US-amerikanischer HIV-Geheilter                                                          | 54    |       |
| 29. September | Mac Davis                           | US-amerikanischer Singer-Songwriter                                                      | 78    |       |
| 29. September | János Dalmati                       | ungarischer Leichtathlet                                                                 | 78    |       |
| 29. September | Hans Rudolf Güdemann                | deutscher Architekt, Stadt- und Regionalplaner                                           | 81    |       |
| 29. September | Janet Haufler                       | Schweizer Schauspielerin, Performancekünstlerin und Pädagogin                            | 89    |       |
| 29. September | Franz Kössler                       | deutscher Biophysiker                                                                    | 88    |       |
| 29. September | Wálter Machado da Silva             | brasilianischer Fußballer                                                                | 80    |       |
| 29. September | Bruno Majcherek                     | niederländischer Sänger, Klarinettist und Komponist                                      | 84    |       |
| 29. September | Rudolf W. Münster                   | deutscher Manager und Hotelberater                                                       | 86    |       |
| 29. September | Walter Nettig                       | österreichischer Unternehmer und Wirtschaftsfunktionär                                   | 85    |       |
| 29. September | Rocco Prestia                       | US-amerikanischer Musiker                                                                | 69    |       |
| 29. September | Helen Reddy                         | australisch-US-amerikanische Sängerin                                                    | 78    |       |
| 29. September | Hermann-Hinrich Reemtsma            | deutscher Unternehmer und Mäzen                                                          | 85    |       |
| 29. September | Sabah al-Ahmad al-Dschabir as-Sabah | kuwaitischer Emir und Staatschef                                                         | 91    |       |
| 29. September | Carlisle Trost                      | US-amerikanischer Offizier                                                               | 90    |       |
| 29. September | Khadg Singh Valdiya                 | indischer Geologe                                                                        | 82    |       |
| 29. September | Rüdiger Veit                        | deutscher Politiker                                                                      | 71    |       |
| 29. September | Ronald Voullié                      | deutscher Übersetzer                                                                     | 68    |       |
| 29. September | Isidora Žebeljan                    | serbische Komponistin                                                                    | 53    |       |
| 28. September | Robert K. Adair                     | US-amerikanischer Physiker                                                               | 96    |       |
| 28. September | Rubén Anguiano                      | mexikanischer Fußballspieler                                                             | 64    |       |
| 28. September | Douglas Brinham                     | kanadischer Basketballspieler                                                            | 86    |       |
| 28. September | Gene Corman                         | US-amerikanischer Filmproduzent                                                          | 93    |       |
| 28. September | Frédéric Devreese                   | belgischer Komponist und Dirigent                                                        | 91    |       |
| 28. September | Jacqueline Diffring                 | deutsch-britische Bildhauerin                                                            | 100   |       |
| 28. September | Hermann Fechtrup                    | deutscher Politiker                                                                      | 92    |       |
| 28. September | Konrad Heinze                       | deutscher Politiker                                                                      | 76    |       |
| 28. September | Thomas Jorda                        | österreichischer Journalist und Autor                                                    | 60    |       |
| 28. September | Peter Jutzeler                      | Schweizer Ringer                                                                         | 80    |       |
| 28. September | Beate Sander                        | deutsche Pädagogin, Sachbuchautorin und Kleinaktionärin                                  | 82    |       |
| 28. September | Maynard Solomon                     | US-amerikanischer Musikproduzent und -wissenschaftler                                    | 90    |       |
| 28. September | Syeda Anwara Taimur                 | indische Politikerin                                                                     | 83    |       |
| 28. September | Rainer de Vivie                     | deutscher Herzchirurg                                                                    | 81    |       |
| 27. September | Kevin Burns                         | US-amerikanischer Filmproduzent                                                          | 65    |       |
| 27. September | Wolfgang Clement                    | deutscher Politiker und Manager                                                          | 80    |       |
| 27. September | Susan Feingold                      | deutsch-US-amerikanische Aktivistin                                                      | 95    |       |
| 27. September | Ursel Herrmann                      | deutsche Opernregisseurin                                                                | 77    |       |
| 27. September | Hans Joachim Hildebrandt            | deutscher Regisseur                                                                      | 90    |       |
| 27. September | Steffen Mathes                      | deutscher Jazzmusiker                                                                    | 33    |       |
| 27. September | Mario Luis Bautista Maulión         | argentinischer Erzbischof                                                                | 85    |       |
| 27. September | Juri Orlow                          | US-amerikanischer Physiker und sowjetischer Dissident                                    | 96    |       |
| 27. September | Barclay Palmer                      | britischer Leichtathlet                                                                  | 88    |       |
| 27. September | Horst Schättle                      | deutscher Journalist und Rundfunkintendant                                               | 80    |       |
| 27. September | Ursula Schmitter                    | deutsche Kabarettistin                                                                   | 96    |       |
| 27. September | Joseph Schumacher                   | deutscher Theologe                                                                       | 86    |       |
| 27. September | Jaswant Singh                       | indischer Politiker                                                                      | 82    |       |
| 27. September | Yūko Takeuchi                       | japanische Schauspielerin                                                                | 40    |       |
| 27. September | Harm Tjalling Waterbolk             | niederländischer Archäologe                                                              | 96    |       |
| 26. September | John D. Barrow                      | britischer Physiker                                                                      | 67    |       |
| 26. September | Jacques Beurlet                     | belgischer Fußballspieler                                                                | 75    |       |
| 26. September | Jay Johnstone                       | US-amerikanischer Baseballspieler                                                        | 74    |       |
| 26. September | John K. McNulty                     | US-amerikanischer Rechtswissenschaftler                                                  | 85    |       |
| 26. September | Manfred Reinholtz                   | deutsch-kanadischer Eishockeyspieler                                                     | 62    |       |
| 26. September | Rosemarie von Schweitzer            | deutsche Haushaltswissenschaftlerin                                                      | 92    |       |
| 26. September | Haji Nasser Ntege Ssebagala         | ugandischer Politiker                                                                    | 72    |       |
| 26. September | Adele Stolte                        | deutsche Sopranistin                                                                     | 87    |       |
| 26. September | Mark Stone                          | US-amerikanischer Bassist                                                                | ?     |       |
| 26. September | Hans Süssmuth                       | deutscher Historiker und Geschichtsdidaktiker                                            | 85    |       |
| 26. September | Lyon Gardiner Tyler Jr.             | US-amerikanischer Jurist und Historiker                                                  | 95    |       |
| 26. September | Günter Weseler                      | deutscher Künstler                                                                       | 90    |       |
| 26. September | Nicolas Wildhaber                   | Schweizer Schwimmer                                                                      | 90    |       |
| 26. September | Jimmy Winston                       | britischer Musiker und Schauspieler                                                      | 75    |       |
| 25. September | S. P. Balasubrahmanyam              | indischer Musiker, Sänger und Filmproduzent                                              | 74    |       |
| 25. September | Bernhard Heitmann                   | deutscher Kunsthistoriker und Museumskurator                                             | 78    |       |
| 25. September | Douglas Henderson                   | kanadisch-US-amerikanischer Physikochemiker                                              | 86    |       |
| 25. September | Christine Hunt                      | australische Leichtathletin                                                              | 70    |       |
| 25. September | Christoph Kuhner                    | deutscher Ökonom                                                                         | 56    |       |
| 25. September | Johann Löser                        | österreichischer Fußballspieler und -trainer                                             | 93    |       |
| 25. September | Bernard Madrelle                    | französischer Politiker                                                                  | 76    |       |
| 25. September | Lia Mann                            | jüdische Schriftstellerin und Aktivistin                                                 | 101   |       |
| 25. September | Jürg Meyer zur Capellen             | deutscher Kunsthistoriker                                                                | 79    |       |
| 25. September | Virginia Ramey Mollenkott           | US-amerikanische Feministin, Evangelikalistin, Autorin und Hochschullehrerin             | 88    |       |
| 25. September | Pablo Nápoli                        | argentinischer Schauspieler                                                              | 75    |       |
| 25. September | Goran Paskaljević                   | jugoslawisch-französischer Filmregisseur                                                 | 73    |       |
| 25. September | Hans-Ulrich Pfretzschner            | deutscher Paläontologe                                                                   | 61    |       |
| 25. September | Joe Randazzo                        | US-amerikanischer Jazzmusiker                                                            |       |       |
| 25. September | Conrad Roland                       | deutscher Architekt                                                                      | 86    |       |
| 25. September | Wolfgang Rudolph                    | deutscher Puppenspieler                                                                  | ≈75   |       |
| 25. September | Hans-Karl Uhl                       | österreichischer Politiker                                                               | 77    |       |
| 25. September | Wang Shu                            | chinesischer Diplomat                                                                    | 95    |       |
| 25. September | Rolf T. Wigand                      | deutsch-US-amerikanischer Wirtschaftsinformatiker                                        | 76    |       |
| 25. September | Brent Young                         | US-amerikanischer Bassist                                                                | 37    |       |
| 24. September | Sekhar Basu                         | indischer Nuklearwissenschaftler                                                         | 68    |       |
| 24. September | Robert Bechtle                      | US-amerikanischer Maler und Grafiker                                                     | 88    |       |
| 24. September | Franz Fresle                        | deutscher Geographiedidaktiker                                                           | 94    |       |
| 24. September | Dean Jones                          | australischer Cricketspieler                                                             | 59    |       |
| 24. September | Jost Eckert                         | deutscher Theologe                                                                       | 80    |       |
| 24. September | Capistrano Francisco Heim           | US-amerikanischer Bischof                                                                | 86    |       |
| 24. September | Keith Hufnagel                      | US-amerikanischer Skateboarder und Unternehmer                                           | 46    |       |
| 24. September | Elfriede Ledig                      | deutsche Germanistin und Filmwissenschaftlerin, Autorin, Redakteurin und Verlagsleiterin | 65    |       |
| 24. September | Vera Macht                          | deutsche Malerin                                                                         | 79    |       |
| 24. September | Jean Malléjac                       | französischer Radrennfahrer                                                              | 91    |       |
| 24. September | William E. McEuen                   | US-amerikanischer Filmproduzent und Musikproduzent                                       | 79    |       |
| 24. September | John Joseph Myers                   | US-amerikanischer Erzbischof                                                             | 79    |       |
| 24. September | Carol Paumgarten                    | US-amerikanische Tanzlehrerin                                                            | 76    |       |
| 24. September | Robert Poydasheff                   | US-amerikanischer Rechtsanwalt und Politiker                                             | 90    |       |
| 24. September | Corine Rottschäfer                  | niederländische Schönheitskönigin                                                        | 82    |       |
| 24. September | Hans Salomon                        | österreichischer Jazzmusiker, Bandmanager und Komponist                                  | 87    |       |
| 24. September | Bernd Steegmann                     | deutscher Fußballspieler, -trainer und -funktionär                                       | 70    |       |
| 24. September | Mychajlo Tschornyj                  | ukrainischer Maler und Zeichner                                                          | 86    |       |
| 24. September | Gerhard „Gerry“ Weber               | deutscher Unternehmer                                                                    | 79    |       |
| 23. September | Charles Stuart Bowyer               | US-amerikanischer Astronom                                                               | 86    |       |
| 23. September | David K. Cohen                      | US-amerikanischer Bildungsforscher                                                       | 86    |       |
| 23. September | François Diederich                  | luxemburgischer Chemiker                                                                 | 68    |       |
| 23. September | Harold Evans                        | britischer Verleger, Autor und Journalist                                                | 92    |       |
| 23. September | Renée C. Fox                        | US-amerikanische Medizinsoziologin                                                       | 92    |       |
| 23. September | Toomas Frey                         | sowjetischer bzw. estnischer Politiker und Biologe                                       | 82    |       |
| 23. September | Juliette Gréco                      | französische Chansonsängerin und Schauspielerin                                          | 93    |       |
| 23. September | Paul Heim                           | britischer Jurist                                                                        | 88    |       |
| 23. September | Fritz-Heinz Himmelreich             | deutscher Verbandsfunktionär                                                             | 90    |       |
| 23. September | W. S. „Fluke“ Holland               | US-amerikanischer Schlagzeuger                                                           | 85    |       |
| 23. September | Zlatko Portner                      | jugoslawischer Handballspieler                                                           | 58    |       |
| 23. September | Brenda Robertson                    | kanadische Politikerin                                                                   | 91    |       |
| 23. September | Gale Sayers                         | US-amerikanischer American-Football-Spieler                                              | 77    |       |
| 23. September | Werner Schochow                     | deutscher Bibliothekar                                                                   | 94    |       |
| 23. September | Sidney „Guitar Crusher“ Selby       | US-amerikanischer Bluesmusiker                                                           | 89    |       |
| 23. September | Hans-Jürgen Sinell                  | deutscher Veterinärmediziner                                                             | 93    |       |
| 23. September | Steve Smith                         | US-amerikanischer Leichtathlet                                                           | 68    |       |
| 23. September | Werner Susemichel                   | deutscher Unternehmer                                                                    | 81    |       |
| 23. September | Pierre Troisgros                    | französischer Gastronom                                                                  | 92    |       |
| 22. September | Frie Leysen                         | belgische Kuratorin                                                                      | 70    |       |
| 22. September | Mary Gergen                         | US-amerikanische Sozialpsychologin                                                       | 81    |       |
| 22. September | Michael Gwisdek                     | deutscher Schauspieler                                                                   | 78    |       |
| 22. September | Joseph Laurinaitis                  | US-amerikanischer Wrestler                                                               | 60    |       |
| 22. September | Elias Maluco                        | brasilianischer Drogenhändler                                                            | 54    |       |
| 22. September | Soraya Santiago Solla               | puerto-ricanische Transsexuelle                                                          | 73    |       |
| 22. September | Agne Simonsson                      | schwedischer Fußballspieler                                                              | 84    |       |
| 21. September | Arthur Ashkin                       | US-amerikanischer Physiker                                                               | 98    |       |
| 21. September | Virginio Bettini                    | italienischer Ökologe und Politiker                                                      | 78    |       |
| 21. September | Ron Cobb                            | US-amerikanisch-australischer Künstler und Filmdesigner                                  | 83    |       |
| 21. September | Robert DeMora                       | US-amerikanischer Kostümbildner                                                          | 85    |       |
| 21. September | Tommy DeVito                        | US-amerikanischer Sänger und Musiker                                                     | 92    |       |
| 21. September | Jelena Duschetschkina               | sowjetische bzw. russische Kulturologin und Hochschullehrerin                            | 79    |       |
| 21. September | Gerd W. Heyse                       | deutscher Autor                                                                          | 89    |       |
| 21. September | Marlies Janz                        | deutsche Literaturwissenschaftlerin                                                      | 78    |       |
| 21. September | Robert Jarowoy                      | deutscher Autor und Politiker                                                            | 67    |       |
| 21. September | Warren Kenton                       | jüdisch-britischer Mystiker, Schriftsteller und Lehrer der Kabbalah                      | 87    |       |
| 21. September | Lars-Åke Lagrell                    | schwedischer Fußballfunktionär                                                           | 80    |       |
| 21. September | Frie Leysen                         | belgische Theaterleiterin und Festivalgründerin                                          | 70    |       |
| 21. September | Amos Lin                            | israelischer Basketballspieler                                                           | 87    |       |
| 21. September | Michael Lonsdale                    | französisch-britischer Schauspieler                                                      | 89    |       |
| 21. September | Steffen Lorenz                      | deutscher Manager                                                                        | 89    |       |
| 21. September | Gilbert Meyer                       | französischer Politiker                                                                  | 78    |       |
| 21. September | Claude Moisy                        | französischer Journalist und Autor                                                       | 93    |       |
| 21. September | Jacques-Louis Monod                 | US-amerikanischer Komponist, Dirigent und Musiktheoretiker                               | 93    |       |
| 21. September | Dorothea Müller                     | deutsche Schriftstellerin                                                                | 81    |       |
| 21. September | Bob Nevin                           | kanadischer Eishockeyspieler                                                             | 82    |       |
| 21. September | Phil O’Keefe                        | britischer Geograph                                                                      | 71    |       |
| 21. September | Ang Rita                            | nepalesischer Sherpa und Bergsteiger                                                     | 72    |       |
| 21. September | Matthias von Saldern                | deutscher Erziehungswissenschaftler                                                      | 66    |       |
| 21. September | Robert Freeman Smith                | US-amerikanischer Politiker                                                              | 89    |       |
| 21. September | Jackie Stallone                     | US-amerikanische Tänzerin und Astrologin                                                 | 98    |       |
| 21. September | Karl-Andreas Freiherr von Stenglin  | deutscher Diplomat                                                                       | 76    |       |
| 21. September | Ira Sullivan                        | US-amerikanischer Jazzmusiker                                                            | 89    |       |
| 21. September | Alan Tomkins                        | britischer Szenenbildner und Artdirector                                                 | 81    |       |
| 21. September | Sune Wehlin                         | schwedischer Moderner Fünfkämpfer                                                        | 97    |       |
| 21. September | Bobby Wilson                        | britischer Tennisspieler                                                                 | 84    |       |
| 20. September | Meron Benvenisti                    | israelischer Politikwissenschaftler                                                      | 86    |       |
| 20. September | Ewa Berberyusz                      | polnische Journalistin und Schriftstellerin                                              | 91    |       |
| 20. September | Sibylle Luise Binder                | deutsche Schriftstellerin                                                                | 59    |       |
| 20. September | Ken Blaiklock                       | britischer Geodät und Polarforscher                                                      | 92    |       |
| 20. September | Ephrem M’Bom                        | kamerunischer Fußballspieler                                                             | 66    |       |
| 20. September | Margret Brügger                     | deutsche Schriftstellerin                                                                | 93    |       |
| 20. September | Michael Chapman                     | US-amerikanischer Kameramann und Filmregisseur                                           | 84    |       |
| 20. September | Horst Eichhorn                      | deutscher Agrarwissenschaftler                                                           | 92    |       |
| 20. September | Robert S. Graetz                    | US-amerikanischer Geistlicher und Bürgerrechtsaktivist                                   | 92    |       |
| 20. September | Gene Mater                          | US-amerikanischer Rundfunkmanager                                                        | 93    |       |
| 20. September | Dan Olweus                          | schwedisch-norwegischer Psychologe                                                       | 89    |       |
| 20. September | Romas Pakalnis                      | litauischer Ökologe                                                                      | 79    |       |
| 20. September | Richard H. Rapp                     | US-amerikanischer Geodät                                                                 | 83    |       |
| 20. September | Rossana Rossanda                    | italienische Intellektuelle und Journalistin                                             | 96    |       |
| 20. September | Martin Schubert                     | deutscher Komponist, Musiker, Audioproduzent und Sprecher                                | 59    |       |
| 20. September | Gerardo Vera                        | spanischer Kostümbildner, Film- und Theaterregisseur                                     | 73    |       |
| 20. September | Doris Wedlich                       | deutsche Biologin                                                                        | 67    |       |
| 20. September | Eberhard Willich                    | deutscher Kinderradiologe                                                                | 101   |       |
| 19. September | Klaus Banert                        | deutscher Chemiker                                                                       | 64    |       |
| 19. September | Karl Blömer                         | deutscher Bodybuilder und Unternehmer                                                    | 82    |       |
| 19. September | Károly Fatér                        | ungarischer Fußballspieler                                                               | 80    |       |
| 19. September | Peter Heiter                        | deutscher Politiker (SED)                                                                | 77    |       |
| 19. September | George Jeffrie                      | britischer Drehbuchautor und Schauspieler                                                | 56    |       |
| 19. September | Donald Kendall                      | US-amerikanischer Manager                                                                | 99    |       |
| 19. September | Lee Kerslake                        | britischer Schlagzeuger                                                                  | 73    |       |
| 19. September | Dave Kusworth                       | britischer Musiker und Singer-Songwriter                                                 | 60    |       |
| 19. September | Albert Langlois                     | kanadischer Eishockeyspieler                                                             | 85    |       |
| 19. September | Richard Lewis                       | britischer Bischof                                                                       | 76    |       |
| 19. September | Georgina Mace                       | britische Naturschutzbiologin                                                            | 67    |       |
| 19. September | Ernst Lürßen                        | deutscher Psychiater und Psychoanalytiker                                                | 89    |       |
| 19. September | Darvin Moon                         | US-amerikanischer Holzfäller und Pokerspieler                                            | 56    |       |
| 19. September | James J. Morgan                     | US-amerikanischer Umweltingenieur                                                        | 88    |       |
| 19. September | Helmut Niedfeldt                    | deutscher Fotograf                                                                       | 91    |       |
| 19. September | Ernest Rossi                        | US-amerikanischer Psychologe und Psychotherapeut                                         | 87    |       |
| 19. September | Wolfram Sterry                      | deutscher Dermatologe                                                                    | 71    |       |
| 19. September | John Turner                         | kanadischer Politiker                                                                    | 91    |       |
| 19. September | Claude Verlinde                     | französischer Maler und Grafiker                                                         | 93    |       |
| 18. September | Mohammed Atwi                       | libanesischer Fußballspieler                                                             | 32    |       |
| 18. September | Heinrich Baumann                    | deutscher Unternehmer und Verbandsfunktionär                                             | 54    |       |
| 18. September | Christian Bonte-Friedheim           | deutscher Diplomat                                                                       | 86    |       |
| 18. September | Stephen F. Cohen                    | US-amerikanischer Russistiker und Historiker                                             | 81    |       |
| 18. September | Daphne Fancutt                      | australische Tennisspielerin                                                             | 87    |       |
| 18. September | Ruth Bader Ginsburg                 | US-amerikanische Juristin                                                                | 87    |       |
| 18. September | Anacleto Gonçalves de Oliveira      | portugiesischer Bischof                                                                  | 74    |       |
| 18. September | Pamela Hutchinson                   | US-amerikanische Sängerin                                                                | 61    |       |
| 18. September | Knut Kloster                        | norwegischer Unternehmer und Reeder                                                      | 91    |       |
| 18. September | Joachim Kunert                      | deutscher Film- und Fernsehregisseur sowie Drehbuchautor                                 | 90    |       |
| 18. September | Sepp Laubner                        | österreichischer Maler                                                                   | 70    |       |
| 18. September | Sam McBratney                       | britischer Kinderbuchautor                                                               | 77    |       |
| 18. September | Amélie Rorty                        | US-amerikanische Philosophin und Philosophiehistorikerin                                 | 88    |       |
| 18. September | Heiner Spicker                      | deutscher Gambist                                                                        | 89    |       |
| 18. September | Gabriele Thieme-Duske               | deutsche Politikerin                                                                     | 78    |       |
| 18. September | Adolf Freiherr von Wangenheim       | deutscher Politiker                                                                      | 93    |       |
| 18. September | Lisaweta von Zitzewitz              | deutsche Publizistin                                                                     | 68    |       |
| 17. September | Choi Seong-hong                     | südkoreanischer Diplomat und Politiker                                                   | 81    |       |
| 17. September | Terry Goodkind                      | US-amerikanischer Schriftsteller                                                         | 72    |       |
| 17. September | Alberto Gómez                       | uruguayischer Fußballspieler                                                             | 76    |       |
| 17. September | Robert W. Gore                      | US-amerikanischer Erfinder und Geschäftsmann                                             | 83    |       |
| 17. September | Winston Groom                       | US-amerikanischer Schriftsteller                                                         | 77    |       |
| 17. September | Fritz Hartschuh                     | deutscher Jazzmusiker und Industriemanager                                               | 90    |       |
| 17. September | Paul Hermanek                       | deutscher Pathologe und Onkologe                                                         | 96    |       |
| 17. September | Gert Meuser                         | deutscher Fußballschiedsrichter                                                          | 84    |       |
| 17. September | Lothar Neumann                      | deutscher Fußballspieler                                                                 | 90    |       |
| 17. September | Luboš Perek                         | tschechischer Astronom                                                                   | 101   |       |
| 17. September | Horst Siegel                        | deutscher Architekt                                                                      | 86    |       |
| 17. September | László Török                        | ungarischer Archäologe                                                                   | 79    |       |
| 17. September | Larry Wilson                        | US-amerikanischer American-Football-Spieler, -Trainer und -Funktionär                    | 82    |       |
| 17. September | Reinhard Wippler                    | deutsch-niederländischer Soziologe                                                       | 89    |       |
| 17. September | Helmut Zedelmaier                   | deutscher Zahnarzt und Politiker                                                         | 93    |       |
| 16. September | Constance Buchanan                  | US-amerikanische Frauenforscherin und Aktivistin                                         | 73    |       |
| 16. September | Edoardo Bruno                       | italienischer Filmwissenschaftler, Filmregisseur und Drehbuchautor                       | 92    |       |
| 16. September | Paul Claus                          | deutscher Agrarwissenschaftler                                                           | 99    |       |
| 16. September | Edward M. Coffman                   | US-amerikanischer Militärhistoriker                                                      | 91    |       |
| 16. September | Stanley Crouch                      | US-amerikanischer Jazzmusiker, Schriftsteller und Publizist                              | 74    |       |
| 16. September | William H. Danforth                 | US-amerikanischer Mediziner                                                              | 94    |       |
| 16. September | FXXXXY                              | US-amerikanischer Rapper                                                                 | 25    |       |
| 16. September | Matjaž Grilj                        | slowenischer Schriftsteller und Theaterregisseur                                         | 66    |       |
| 16. September | Roy Hammond                         | US-amerikanischer Soulsänger, Songwriter und Musikproduzent                              | 81    |       |
| 16. September | Enrique Irazoqui                    | spanischer Schauspieler                                                                  | 76    |       |
| 16. September | Anneliese Kiehne-Tecklenburg        | deutsche Autorin                                                                         | 95    |       |
| 16. September | Harold Lieberman                    | US-amerikanischer Trompeter und Hochschullehrer                                          | 89    |       |
| 16. September | Maxim Marzinkewitsch                | russischer Aktivist und Vlogger                                                          | 36    |       |
| 16. September | Jörg Obermoser                      | deutscher Autorennfahrer, Teambesitzer und Unternehmer                                   | 77    |       |
| 16. September | Heinz Penin                         | deutscher Neurologe und Epileptologe                                                     | 95    |       |
| 16. September | Manfred Stürzbecher                 | deutscher Medizinhistoriker                                                              | 91    |       |
| 16. September | Kapila Vatsyayan                    | indische Kunsthistorikerin                                                               | 91    |       |
| 15. September | Edward D. Baca                      | US-amerikanischer Offizier, Generalleutnant der US Army                                  | 82    |       |
| 15. September | Steve Carter                        | US-amerikanischer Dramatiker                                                             | 90    |       |
| 15. September | Neal Creighton                      | US-amerikanischer General                                                                | 90    |       |
| 15. September | Aloysio de Andrade Faria            | brasilianischer Unternehmer                                                              | 99    |       |
| 15. September | Fatima Gallaire                     | französische Dramatikerin und Schriftstellerin                                           | 86    |       |
| 15. September | Wayne Grajeda                       | US-amerikanischer Musiker                                                                | 74    |       |
| 15. September | Walter Grüebler                     | Schweizer Manager                                                                        | 78    |       |
| 15. September | Ellis W. Hawley                     | US-amerikanischer Historiker                                                             | 91    |       |
| 15. September | Momčilo Krajišnik                   | jugoslawischer bzw. bosnischer Politiker und Kriegsverbrecher                            | 75    |       |
| 15. September | Jan Krenz                           | polnischer Dirigent und Komponist                                                        | 94    |       |
| 15. September | Susanne Lautenbacher                | deutsche Violinistin                                                                     | 88    |       |
| 15. September | Roland März                         | deutscher Kunsthistoriker und Kurator                                                    | 80    |       |
| 15. September | Paul Méfano                         | französischer Komponist                                                                  | 83    |       |
| 15. September | Nahau Rooney                        | papua-neuguineische Politikerin                                                          | ≈75   |       |
| 15. September | Mykola Schmatko                     | ukrainischer Bildhauer und Maler                                                         | 77    |       |
| 15. September | Peter F. Schmid                     | österreichischer Theologe, Psychotherapeut und Autor                                     | 70    |       |
| 15. September | Anemone Schneck-Steidl              | deutsche Künstlerin und Textilgestalterin                                                | 85    |       |
| 15. September | Mario Torelli                       | italienischer Archäologe und Etruskologe                                                 | 83    |       |
| 15. September | Moussa Traoré                       | malischer Militär und Politiker                                                          | 83    |       |
| 15. September | Wang Zhiliang                       | chinesischer Tischtennisspieler                                                          | ≈79   |       |
| 14. September | Petko Christow                      | bulgarischer Bischof                                                                     | 69    |       |
| 14. September | William H. Gates, Sr.               | US-amerikanischer Anwalt, Philanthrop und Buchautor                                      | 94    |       |
| 14. September | Ann Getty                           | US-amerikanische Publizistin, Raumdesignerin und Philanthropin                           | 79    |       |
| 14. September | Konrad Gröger                       | deutscher Mathematiker und Hochschullehrer                                               | 84    |       |
| 14. September | Al Kasha                            | US-amerikanischer Komponist und Songschreiber                                            | 83    |       |
| 14. September | Gerd Küveler                        | deutscher Informatiker                                                                   | 70    |       |
| 14. September | José Antonio Lobato                 | spanischer Schauspieler                                                                  | 64    |       |
| 14. September | Alicia Maguiña                      | peruanische Komponistin und Sängerin                                                     | 81    |       |
| 14. September | Oh In-hye                           | südkoreanische Schauspielerin und Model                                                  | 36    |       |
| 14. September | Ludwig Pack                         | deutscher Wirtschaftswissenschaftler                                                     | 91    |       |
| 14. September | Andrzej Stalmach                    | polnischer Leichtathlet                                                                  | 78    |       |
| 14. September | Anne Stevenson                      | US-amerikanisch-britische Dichterin und Biografin                                        | 87    |       |
| 14. September | Herman Th. Verstappen               | niederländischer Geograph und Geomorphologe                                              | 95    |       |
| 14. September | Mack Yoho                           | US-amerikanischer American-Football-Spieler                                              | 84    |       |
| 13. September | Toni Belenguer                      | spanischer Jazzmusiker                                                                   | 42    |       |
| 13. September | Lillian Brown                       | US-amerikanische Maskenbildnerin                                                         | 106   |       |
| 13. September | Antonio Casellati                   | italienischer Politiker                                                                  | 92    |       |
| 13. September | John Edward Ferris                  | US-amerikanischer Schwimmer                                                              | 71    |       |
| 13. September | Said Ali Kemal                      | komorischer Politiker, Diplomat und Journalist                                           | 82    |       |
| 13. September | John Kerr                           | britischer Komponist und Musiker                                                         | 71    |       |
| 13. September | Paolo Knill                         | Schweizer Kunsttherapeut und Wissenschaftler                                             | 88    |       |
| 13. September | Albrecht Nelle                      | deutscher Theologe                                                                       | 89    |       |
| 13. September | Don Piccard                         | schweizerisch-US-amerikanischer Ballonfahrer                                             | 94    |       |
| 13. September | Uwe Rosenfeld                       | deutscher Verlagsmanager                                                                 | 64    |       |
| 13. September | Hubert Schleichert                  | österreichischer Philosoph                                                               | 85    |       |
| 13. September | Gerhard Seiderer                    | deutscher Fußballfunktionär                                                              | 83    |       |
| 13. September | Sarolta Selmeci                     | ungarische Handballspielerin                                                             | 28    |       |
| 13. September | Günther Siegmund                    | deutscher Boxer                                                                          | 83    |       |
| 13. September | Raghuvansh Prasad Singh             | indischer Politiker                                                                      | 74    |       |
| 13. September | Diethard Wend                       | deutscher Journalist und Parteifunktionär                                                | 88    | [ 1 ] |
| 12. September | Navid Afkari                        | iranischer Ringer                                                                        | 27    |       |
| 12. September | Hermi Ambros                        | deutsche Opernsängerin                                                                   | 93    |       |
| 12. September | Dieter Bartels                      | deutscher Clown- und Schauspiellehrer                                                    | 65    |       |
| 12. September | Carlos Casamiquela                  | argentinischer Agrarwissenschaftler und Politiker                                        | 72    |       |
| 12. September | Alberto Collino                     | italienischer Mathematiker                                                               | 73    |       |
| 12. September | Terence Conran                      | britischer Designer, Möbelhersteller und -händler sowie Restaurantbesitzer               | 88    |       |
| 12. September | Louis Corchia                       | französischer Akkordeonist und Bandoneonist                                              | 85    |       |
| 12. September | John Fahey                          | australischer Politiker                                                                  | 75    |       |
| 12. September | Jewgeni Gorstkow                    | sowjetischer Boxer                                                                       | 70    |       |
| 12. September | Sabine Hahn                         | deutsche Schauspielerin                                                                  | 83    |       |
| 12. September | Hubertus Schulte Herbrüggen         | deutscher Anglist und Hochschullehrer                                                    | 96    |       |
| 12. September | Florence Howe                       | US-amerikanische Feministin, Historikerin und Autorin                                    | 91    |       |
| 12. September | Eda Jahns                           | deutsche Politikerin                                                                     | 81    |       |
| 12. September | Barbara Jefford                     | britische Schauspielerin                                                                 | 90    |       |
| 12. September | Günter Konrad                       | deutscher Heimatforscher                                                                 | 90    |       |
| 12. September | Anton Kreitmair                     | deutscher Politiker                                                                      | 57    |       |
| 12. September | Dieter Krombach                     | deutscher Straftäter                                                                     | 85    |       |
| 12. September | Azmi Mohamed Megahed                | ägyptischer Volleyballspieler                                                            | 70    |       |
| 12. September | Jack R. Murphy                      | US-amerikanischer Räuber                                                                 | 83    |       |
| 12. September | Sepp Neumayr                        | österreichischer Komponist                                                               | 88    |       |
| 12. September | Linus Okok Okwach                   | kenianischer Bischof                                                                     | 67    |       |
| 12. September | Atilio Pozzobón                     | argentinischer Schauspieler                                                              | 82    |       |
| 12. September | Hugo Raithel                        | deutscher Komponist, Dirigent, Pianist                                                   | 88    |       |
| 12. September | Helmut Rödl                         | deutscher Jurist                                                                         | 81    |       |
| 12. September | Jusuf Sanei                         | iranischer Ayatollah und Politiker                                                       | 82    |       |
| 11. September | Agnivesh                            | indischer Samnyasin, Politiker und Sozialaktivist                                        | 80    |       |
| 11. September | Jean-Claude Annaert                 | französischer Radrennfahrer                                                              | 85    |       |
| 11. September | Roger Carel                         | französischer Schauspieler und Synchronsprecher                                          | 93    |       |
| 11. September | Eberhard Curio                      | deutscher Verhaltensforscher und Ökologe                                                 | 87    |       |
| 11. September | László Gálos                        | ungarischer Volleyballspieler                                                            | 67    |       |
| 11. September | Toots Hibbert                       | jamaikanischer Musiker                                                                   | 77    |       |
| 11. September | Olaf Holmstrup                      | dänischer Radsportler                                                                    | 89    |       |
| 11. September | Annette Jahns                       | deutsche Opernsängerin                                                                   | 62    |       |
| 11. September | Paul Karl Hörmann                   | deutscher Mineraloge und Geochemiker                                                     | 87    |       |
| 11. September | Reggie Johnson                      | US-amerikanischer Jazzbassist                                                            | 79    |       |
| 11. September | Theo Kief                           | deutscher Architekt und Baudirektor                                                      | 98    |       |
| 11. September | Erich Lethgau                       | deutscher Künstler                                                                       | 79    |       |
| 11. September | Christian Manen                     | französischer Komponist und Musikpädagoge                                                | 86    |       |
| 11. September | Gerhard Meir                        | deutscher Friseur                                                                        | 65    |       |
| 11. September | H. Jay Melosh                       | US-amerikanischer Physiker                                                               | 73    |       |
| 11. September | Juan Vicente Morales                | uruguayischer Fußballspieler                                                             | 64    |       |
| 11. September | Peter Paret                         | US-amerikanischer Historiker                                                             | 96    |       |
| 11. September | Christian Poncelet                  | französischer Politiker                                                                  | 92    |       |
| 11. September | Nadhim Shaker Salim                 | irakischer Fußballspieler und -trainer                                                   | 61    |       |
| 11. September | Mike Shiva                          | Schweizer Okkultist und Medienpersönlichkeit                                             | 56    |       |
| 11. September | Werner Striese                      | deutscher Bildhauer und Fotokünstler                                                     | 89    |       |
| 11. September | Fernando Suárez Paz                 | argentinischer Tango- und Jazz-Violinist                                                 | 79    |       |
| 11. September | Heinz Wuschech                      | deutscher Sportmediziner                                                                 | 87    | [ 2 ] |
| 10. September | Walter Bannert                      | österreichischer Filmregisseur                                                           | 77    |       |
| 10. September | Carl Björeman                       | schwedischer Generalleutnant und Militärschriftsteller                                   | 96    |       |
| 10. September | Piotr Eberhardt                     | polnischer Geograph                                                                      | 84    |       |
| 10. September | Roberto Finzi                       | italienischer Historiker                                                                 | 79    |       |
| 10. September | Frederick K. Goodwin                | US-amerikanischer Psychiater                                                             | 84    |       |
| 10. September | Bai Jobe                            | gambischer Fußballschiedsrichter                                                         |       |       |
| 10. September | Michail Litwak                      | russischer Psychotherapeut                                                               | 82    |       |
| 10. September | Rudolf Neuhäuser                    | österreichischer Slawist und Literaturwissenschaftler                                    | 87    |       |
| 10. September | Jürgen Patzschke                    | deutscher Architekt                                                                      | 81    |       |
| 10. September | Franco Maria Ricci                  | italienischer Designer und Verleger                                                      | 82    |       |
| 10. September | Friedrich W. Riedel                 | deutscher Musikwissenschaftler                                                           | 90    |       |
| 10. September | Diana Rigg                          | britische Schauspielerin                                                                 | 82    |       |
| 10. September | Faustino dos Santos                 | osttimoresischer Freiheitskämpfer und Politiker                                          | 63    |       |
| 10. September | Norbert Schultze junior             | deutscher Regisseur                                                                      | 78    |       |
| 10. September | Michael Stefanowski                 | deutscher Kulturjournalist                                                               | 77    |       |
| 10. September | Srećko Štiglić                      | jugoslawischer Leichtathlet                                                              | 77    |       |
| 10. September | István Szőcs                        | ungarischer Schriftsteller und Übersetzer                                                | 92    |       |
| 10. September | Leen van der Waal                   | niederländischer Ingenieur und Politiker                                                 | 91    |       |
| 9. September  | Henry van Ameringen                 | US-amerikanischer Philanthrop                                                            | 89    |       |
| 9. September  | Ronald Bell                         | US-amerikanischer Funk- und Soul-Musiker                                                 | 68    |       |
| 9. September  | George Bizos                        | südafrikanischer Menschenrechtsanwalt                                                    | 92    |       |
| 9. September  | Cini Boeri                          | italienische Architektin und Designerin                                                  | 96    |       |
| 9. September  | Henrietta Boggs                     | costa-ricanische Präsidentengattin                                                       | 102   |       |
| 9. September  | Albrecht-Joachim Boldt              | deutscher Geistlicher                                                                    | 87    |       |
| 9. September  | Karl-Heinz Diehl                    | deutscher Fußballspieler                                                                 | 76    |       |
| 9. September  | Alois Furtner                       | deutscher Geistlicher                                                                    | 84    |       |
| 9. September  | Artur Hartlieb-Wallthor             | österreichischer Unternehmer                                                             | 93    |       |
| 9. September  | Shere Hite                          | US-amerikanisch-deutsche Sexualwissenschaftlerin                                         | 77    |       |
| 9. September  | Stevie Lee                          | britischer Wrestler und Reality-TV-Darsteller                                            | 54    |       |
| 9. September  | Amos Luzzatto                       | italienischer Mediziner und Essayist                                                     | 92    |       |
| 9. September  | Erich Marx                          | deutscher Unternehmer, Kunstsammler und Mäzen                                            | 99    |       |
| 9. September  | Sid McCray                          | US-amerikanischer Sänger                                                                 | ?     |       |
| 9. September  | Alan Minter                         | britischer Boxer                                                                         | 69    |       |
| 9. September  | Nico Naldini                        | italienischer Schriftsteller, Dokumentarfilmer und Dichter                               | 91    |       |
| 9. September  | Hans Neuschäfer                     | deutscher Fußballspieler                                                                 | 88    |       |
| 8. September  | Elgar Baeza                         | uruguayischer Fußballspieler                                                             | 80    |       |
| 8. September  | Gene Budig                          | US-amerikanischer Baseballfunktionär                                                     | 81    |       |
| 8. September  | Peter Carls                         | deutscher Paläontologe                                                                   | 83    |       |
| 8. September  | Joseph Chennoth                     | indischer Erzbischof                                                                     | 76    |       |
| 8. September  | Simeon Coxe                         | US-amerikanischer Sänger und Musiker                                                     | 82    |       |
| 8. September  | Eberhard Czichon                    | deutscher Historiker                                                                     | 90    |       |
| 8. September  | Robert Francke                      | deutscher Rechtswissenschaftler                                                          | 79    |       |
| 8. September  | Ronald Harwood                      | britischer Autor                                                                         | 85    |       |
| 8. September  | Eduard Kornfeld                     | Schweizer Holocaustüberlebender                                                          | 91    |       |
| 8. September  | Guntram Lins                        | österreichischer Politiker                                                               | 82    |       |
| 8. September  | Sally Engle Merry                   | US-amerikanische Anthropologin                                                           | 75    |       |
| 8. September  | Alfred Riedl                        | österreichischer Fußballspieler und -trainer                                             | 70    |       |
| 8. September  | Vexi Salmi                          | finnischer Lyriker                                                                       | 77    |       |
| 8. September  | Gerhard Seitz                       | deutscher Musiker                                                                        | 97    |       |
| 8. September  | Jane Soons                          | britisch-neuseeländische Geographin und Geomorphologin                                   | 89    |       |
| 8. September  | Tony Tanner                         | britischer Schauspieler, Regisseur und Autor                                             | 88    |       |
| 8. September  | Benedict ToVarpin                   | papua-neuguineischer Erzbischof                                                          | 84    |       |
| 8. September  | Peter-Michael Tschoepe              | deutscher Maler                                                                          | 77    |       |
| 8. September  | Yu Xianyu                           | chinesischer Rechtswissenschaftler                                                       | 84    |       |
| 7. September  | Bernie Alder                        | US-amerikanischer Physiker                                                               | 94    |       |
| 7. September  | Abd al-Qadir Badschamal             | jemenitischer Politiker                                                                  | 74    |       |
| 7. September  | Erika Hickel                        | deutsche Pharmazie- und Naturwissenschaftshistorikerin sowie Politikerin                 | 85    |       |
| 7. September  | Vasilis Dimitriou                   | griechischer Filmplakatmaler                                                             | 84    |       |
| 7. September  | Erich Grond                         | deutscher Internist                                                                      | 91    |       |
| 7. September  | Munetake Ichimura                   | japanischer Physiker                                                                     | 81    |       |
| 7. September  | V. G. Karnad                        | indischer Bansurispieler                                                                 | 94    |       |
| 7. September  | Anna Norbury                        | britische Schauspielerin                                                                 | 26    |       |
| 7. September  | Xavier Ortiz                        | mexikanischer Schauspieler                                                               | 58    |       |
| 7. September  | Jirina Prekop                       | tschechische Psychologin                                                                 | 90    |       |
| 7. September  | Gertrude Schneider                  | österreichische Historikerin                                                             | 92    |       |
| 7. September  | Hans Simon                          | deutscher Pfarrer und DDR-Bürgerrechtler                                                 | 84    |       |
| 7. September  | Govind Swarup                       | indischer Radioastronom                                                                  | 91    |       |
| 7. September  | Patricia A. Thiel                   | US-amerikanische Chemikerin                                                              | 67    |       |
| 7. September  | John T. Wasson                      | US-amerikanischer Geochemiker                                                            | 86    |       |
| 7. September  | Luis Zárate                         | mexikanischer Radsportler                                                                | 79    |       |
| 6. September  | Sergei Beljajew                     | kasachischer Sportschütze                                                                | 60    |       |
| 6. September  | Lou Brock                           | US-amerikanischer Baseballspieler                                                        | 81    |       |
| 6. September  | Paul Chittilapilly                  | indischer Bischof                                                                        | 86    |       |
| 6. September  | Alfons Deeken                       | deutscher Ordensgeistlicher und Philosoph                                                | 88    |       |
| 6. September  | Nancy Dine                          | US-amerikanische Filmemacherin                                                           | 83    |       |
| 6. September  | Kevin Dobson                        | US-amerikanischer Schauspieler und Regisseur                                             | 77    |       |
| 6. September  | Christiane Eda-Pierre               | französische Opernsängerin                                                               | 88    |       |
| 6. September  | George C. Frison                    | US-amerikanischer Archäologe                                                             | 95    |       |
| 6. September  | Isbel García Villazán               | kubanischer Tänzer, Choreograf und Tanzlehrer                                            | 34    |       |
| 6. September  | Vaughan F. R. Jones                 | neuseeländischer Mathematiker                                                            | 67    |       |
| 6. September  | Anita Lindblom                      | schwedische Schauspielerin, Tänzerin und Sängerin                                        | 82    |       |
| 6. September  | Sterling Magee                      | US-amerikanischer Bluesmusiker                                                           | 84    |       |
| 6. September  | Annette Otterstedt                  | deutsche Musikwissenschaftlerin und Gambistin                                            | 68    |       |
| 6. September  | Mike Sexton                         | US-amerikanischer Pokerspieler, -kommentator und -funktionär                             | 72    |       |
| 6. September  | Lotte Strauss                       | deutschamerikanische Autorin                                                             | 107   |       |
| 6. September  | Takashi Sugimura                    | japanischer Biochemiker                                                                  | 94    |       |
| 6. September  | Dickson Wamwiri                     | kenianischer Taekwondoin                                                                 | 35    |       |
| 6. September  | Bruce Williamson                    | US-amerikanischer Sänger                                                                 | 49    |       |
| 6. September  | Andreas Zober                       | deutscher Arbeitsmediziner                                                               | 75    |       |
| 5. September  | Orlando Bauzon                      | philippinischer Basketballspieler                                                        | 75    |       |
| 5. September  | Daniel Adzei Bekoe                  | ghanaischer Chemiker                                                                     | 91    |       |
| 5. September  | Ludwig Bernays                      | Schweizer Arzt, Altphilologe und Übersetzer                                              | 96    |       |
| 5. September  | Hansjörg Brunner                    | italienischer Eishockeyfunktionär                                                        | 73    |       |
| 5. September  | Zelmar Casco                        | argentinischer Fechter                                                                   | 94    |       |
| 5. September  | Steffen Gründel                     | deutscher Polizeibeamter                                                                 | 55    |       |
| 5. September  | Marian Jaworski                     | polnisch-ukrainischer Kardinal                                                           | 94    |       |
| 5. September  | Tom Jernstedt                       | US-amerikanischer Basketballfunktionär                                                   | 75    |       |
| 5. September  | Gavin Keneally                      | australischer Politiker                                                                  | 86    |       |
| 5. September  | Elisabeth Lachmann                  | deutsche Opernsängerin                                                                   | 80    |       |
| 5. September  | Klaus-Peter Matschke                | deutscher Byzantinist und Mittelalterhistoriker                                          | 82    |       |
| 5. September  | Brian McNair                        | britischer Soziologe und Medienwissenschaftler                                           | 60    |       |
| 5. September  | Jiří Menzel                         | tschechischer Regisseur und Schauspieler                                                 | 82    |       |
| 5. September  | Steve Merrill                       | US-amerikanischer Politiker                                                              | 74    |       |
| 5. September  | Sergio Moravia                      | italienischer Philosoph                                                                  | 80    |       |
| 5. September  | Fritz Oser                          | Schweizer Pädagoge                                                                       | 83    |       |
| 5. September  | Yousef Wali                         | ägyptischer Politiker                                                                    | 90    |       |
| 5. September  | Franz-Josef Wokittel                | deutscher Geistlicher                                                                    | 80    |       |
| 4. September  | Dieter Ameling                      | deutscher Manager und Verbandsfunktionär                                                 | 79    |       |
| 4. September  | Hans Ulrich Boas                    | deutscher Sprachwissenschaftler                                                          | 79    |       |
| 4. September  | Mike Cooley                         | irischer Ingenieur und Gewerkschaftsaktivist                                             | 86    |       |
| 4. September  | Annie Cordy                         | belgische Schauspielerin und Sängerin                                                    | 92    |       |
| 4. September  | Paul Dotzert                        | deutscher Politiker                                                                      | 98    |       |
| 4. September  | Abdul Gafur                         | indonesischer Arzt und Politiker                                                         | 82    |       |
| 4. September  | Siggi Gerhard                       | deutscher Jazzmusiker                                                                    | 90    |       |
| 4. September  | Peter Hofmann                       | deutscher Fußballfunktionär                                                              | 61    |       |
| 4. September  | Helga Isenberg                      | deutsche Lehrerin und Politikerin                                                        | 95    |       |
| 4. September  | Richard Köhler                      | deutscher Ökonom                                                                         | 83    |       |
| 4. September  | Harald Mau                          | deutscher Kinderchirurg                                                                  | 79    |       |
| 4. September  | Gary Peacock                        | US-amerikanischer Jazz-Bassist                                                           | 85    |       |
| 4. September  | Dzidra Rieksta                      | lettische Rosenzüchterin                                                                 | 93    |       |
| 4. September  | Pierre Sidos                        | französischer Rechtsextremist                                                            | 93    |       |
| 4. September  | Lucille Starr                       | kanadische Countrysängerin                                                               | 82    |       |
| 4. September  | Dmitry Svetushkin                   | moldauischer Schachspieler                                                               | 40    |       |
| 4. September  | Carl-Henning Wijkmark               | schwedischer Schriftsteller, Übersetzer, Literaturhistoriker und Literaturkritiker       | 85    |       |
| 4. September  | Joe Williams                        | Politiker der Cookinseln                                                                 | 82    |       |
| 3. September  | Franz Baumgärtner                   | deutscher Chemiker                                                                       | 91    |       |
| 3. September  | Günther Bögl                        | österreichischer Polizeibeamter                                                          | 88    |       |
| 3. September  | J. F. Bosher                        | kanadischer Historiker                                                                   | 91    |       |
| 3. September  | Betty Bushman                       | US-amerikanische Sportreporterin                                                         | 89    |       |
| 3. September  | Kathleen Byerly                     | US-amerikanische Kapitänin                                                               | 76    |       |
| 3. September  | Michael J. Cleary                   | irischer Bischof                                                                         | 95    |       |
| 3. September  | Hanna Heidt                         | deutsche Autorin                                                                         | 100   |       |
| 3. September  | Karol Knesl                         | tschechoslowakischer Fußballspieler                                                      | 78    |       |
| 3. September  | Dorothea Liebermann-Meffert         | deutsche Chirurgin                                                                       | 90    |       |
| 3. September  | Mary W. Marzke                      | US-amerikanische Anthropologin und Expertin für die Evolution der Hand des Menschen      | 83    |       |
| 3. September  | Jean-François Poron                 | französischer Schauspieler                                                               | 84    |       |
| 3. September  | Bill Pursell                        | US-amerikanischer Pianist und Arrangeur                                                  | 94    |       |
| 3. September  | Roland Rösler                       | deutscher Offizier und Politiker                                                         | 77    |       |
| 3. September  | Philip Rousseau                     | britischer Patristiker                                                                   | 80    |       |
| 3. September  | Willi Sauter                        | Schweizer Entomologe                                                                     | 92    |       |
| 3. September  | Hartmut Schmall                     | deutscher Apotheker und Verbandsfunktionär                                               | 78    |       |
| 3. September  | Félix Suárez                        | spanischer Radsportler                                                                   | 69    |       |
| 3. September  | Reinhard Theimer                    | deutscher Leichtathlet                                                                   | 72    |       |
| 3. September  | Birol Ünel                          | deutscher Schauspieler                                                                   | 59    |       |
| 3. September  | Axel Vieregg                        | deutscher Germanist und Literaturwissenschaftler                                         | 82    |       |
| 3. September  | Günter Völker                       | deutscher Versicherungsmanager                                                           | 84    |       |
| 2. September  | Tomás Correia de Oliveira           | osttimoresischer Freiheitskämpfer                                                        | 63    |       |
| 2. September  | David Graeber                       | US-amerikanischer Anthropologe und Publizist                                             | 59    |       |
| 2. September  | Bernard Hebb                        | US-amerikanischer Gitarrist                                                              | 79    |       |
| 2. September  | Friedrich Kabermann                 | deutscher Historiker                                                                     | 80    |       |
| 2. September  | Kaing Guek Eav                      | kambodschanischer Gefängnisleiter, Völkerrechtsverbrecher und Rote-Khmer-Funktionär      | 77    |       |
| 2. September  | Irving Kanarek                      | US-amerikanischer Jurist                                                                 | 100   |       |
| 2. September  | Andreas Kiefer                      | deutscher Apotheker und Verbandsfunktionär                                               | 59    |       |
| 2. September  | Thomas Laubach                      | deutscher Ökonom                                                                         | 55    |       |
| 2. September  | Christian Liaigre                   | französischer Möbeldesigner                                                              | 77    |       |
| 2. September  | Paco Prats                          | kubanischer Zeichentrickfilmproduzent                                                    | 76    |       |
| 2. September  | Agustín Roberto Radrizzani          | argentinischer Erzbischof                                                                | 75    |       |
| 2. September  | Fritz Räz                           | Schweizer Politiker                                                                      | 97    |       |
| 2. September  | Wanda Seux                          | paraguayisch-mexikanische Tänzerin und Schauspielerin                                    | 72    |       |
| 2. September  | Adrianus Johannes Simonis           | niederländischer Kardinal                                                                | 88    |       |
| 2. September  | Norman J. W. Thrower                | britisch-US-amerikanischer Geograph und Kartographiehistoriker                           | 100   |       |
| 2. September  | František Vaněk                     | tschechoslowakischer Eishockeyspieler und -trainer                                       | 88    |       |
| 2. September  | William Yorzyk                      | US-amerikanischer Schwimmer                                                              | 87    |       |
| 1. September  | Nada Birko Kustec                   | jugoslawische Skilangläuferin                                                            | 89    |       |
| 1. September  | Joseph H. Connell                   | US-amerikanischer Ökologe                                                                | 96    |       |
| 1. September  | Heinz Ebel                          | deutscher Grafiker und Illustrator                                                       | 92    |       |
| 1. September  | Arnold Wolfe Frutkin                | US-amerikanischer Raumfahrtdiplomat                                                      | 101   |       |
| 1. September  | George F. Gomez                     | gambischer Fußballspieler, Sportfunktionär und Manager                                   | 81    |       |
| 1. September  | Sheila Ingram                       | US-amerikanische Leichtathletin                                                          | 63    |       |
| 1. September  | James S. Jackson                    | US-amerikanischer Sozialpsychologe                                                       | 76    |       |
| 1. September  | Wladislaw Krapiwin                  | sowjetischer bzw. russischer Schriftsteller                                              | 81    |       |
| 1. September  | Hansjürg Mey                        | Schweizer Informatiker                                                                   | 85    |       |
| 1. September  | Thomas Meyerhöfer                   | deutscher Hörfunkjournalist und Moderator                                                | 70    |       |
| 1. September  | Ian Mitchell                        | britischer Bassist                                                                       | 62    |       |
| 1. September  | Franz Simmler                       | deutscher Germanist                                                                      | 78    |       |
| 1. September  | Terje Steen                         | norwegischer Eishockeyspieler                                                            | 76    |       |

### Datum unbekannt
| Tag                                  | Name                 | Beruf, bekannt als                                     | Alter | Beleg |
| ------------------------------------ | -------------------- | ------------------------------------------------------ | ----- | ----- |
| Tod bekannt gegeben am 27. September | Susan Ryan           | australische Politikerin                               | 77    |       |
| Tod bekannt gegeben am 21. September | Alan Tomkins         | britischer Szenenbildner und Artdirector               | 81    |       |
| tot aufgefunden am 16. September     | Alien Huang          | taiwanischer Schauspieler und Sänger                   | 36    |       |
| tot aufgefunden am 14. September     | Sei Ashina           | japanische Schauspielerin                              | 36    |       |
| Tod bekannt gegeben am 13. September | Sabit Brokaj         | albanischer Mediziner und Politiker                    | 78    |       |
| Tod bekannt gegeben am 13. September | György Keleti        | ungarischer Politiker                                  | 74    |       |
| Tod bekannt gegeben am 12. September | Patty Flynn          | walisische Jazzsängerin und Politaktivistin            | 88    |       |
| Tod bekannt gegeben am 12. September | Edna Wright          | US-amerikanische Soulsängerin                          | 76    |       |
| Tod bekannt gegeben am 11. September | Nina Spirova         | jugoslawische Sängerin                                 | 81    |       |
| Tod bekannt gegeben am 8. September  | Igor Sasankow        | russischer Handballspieler                             | 57    |       |
| Tod bekannt gegeben am 4. September  | Takashi Furuya       | japanischer Jazzmusiker                                | 84    |       |
| Tod bekannt gegeben am 2. September  | Rinat Ibragimow      | russischer Kontrabassist, Dirigent und Hochschullehrer | 59    |       |
| tot aufgefunden am 1. September      | Erick Morillo        | US-amerikanischer Musikproduzent und DJ                | 49    |       |
| September                            | Raymond Grew         | US-amerikanischer Historiker                           | 89    |       |
| September                            | Heinrich Helfenstein | Schweizer Architekturfotograf                          | ≈73   |       |
| September                            | Panama Lewis         | US-amerikanischer Boxtrainer                           | 77    |       |
| September                            | Karl Nitz            | deutscher Judoka                                       | 87    |       |
| September                            | Walter Schönenberger | Schweizer Kunstwissenschaftler                         | 94    | [ 3 ] |